# 바차오구

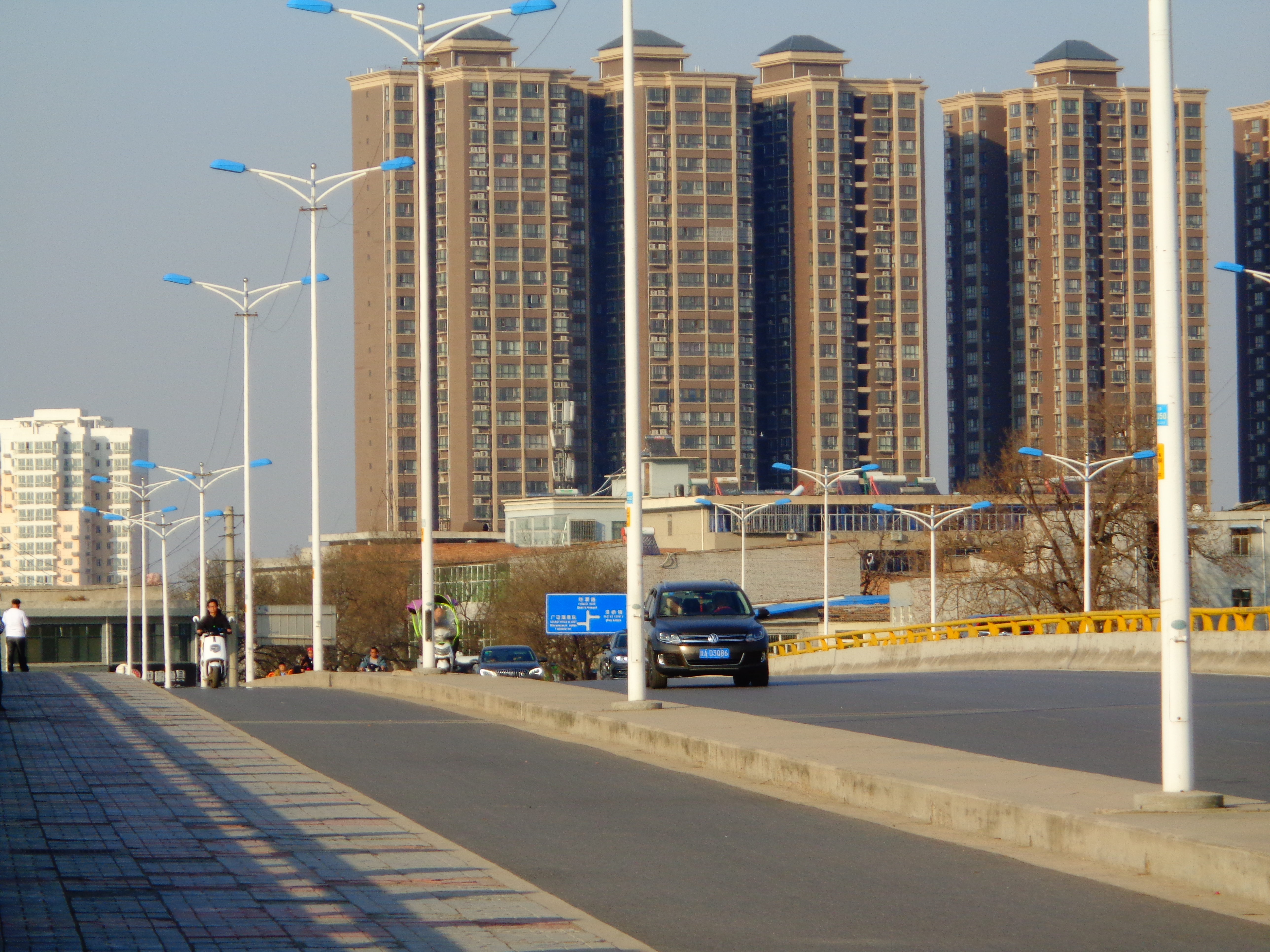

바차오구(한국어: 파교구, 중국어: 灞桥区, 병음: Bàqiáo Qū)는 중화인민공화국 산시성 시안시의 현급 행정구역이다. 넓이는 322km2이고, 인구는 2007년 기준으로 490,000명이다.

## 인구
| 연도 | 인구    | ±% p.a. |
| ---- | ------- | ------- |
| 1990 | 402,163 | —       |
| 2000 | 494,084 | +2.08%  |
| 2010 | 595,124 | +1.88%  |

## 행정 구역
9개 가도를 관할한다.
- 가도: 纺织城街道, 十里铺街道, 红旗街道, 席王街道, 洪庆街道, 狄寨街道, 灞桥街道, 新筑街道, 新合街道.